# Hamburger Schule
La Hamburger Schule (en français : « École de Hambourg ») désigne un mouvement musical indépendant de la fin des années 1980 et atteignant son apogée commercial au milieu des années 1990. Elle s'attache aux traditions de la Neue Deutsche Welle, et les mêle avec des éléments  de rock indépendant, punk rock, grunge et pop.

## Origine du nom
Le terme « Hamburger Schule » est utilisé pour la première fois en 1991 par Hans Nieswandt dans une critique du LP Hi! du groupe hambourgeois Hallelujah Ding Dong Happy Happy! dans le magazine Spex. Le terme est inventé par Thomas Groß, rédacteur en chef de Die Tageszeitung, à l’occasion de la publication quasi simultanée de deux albums en 1992 : Reformhölle de Cpt. Kirk &. et Ich-Maschine de Blumfeld. La similarité suggérée avec l'École de Francfort doit décrire une musique germanophone inconnue dans son pays.
Au début, les groupes de Hambourg comme Cpt. Kirk &., Kolossale Jugend, Ostzonensuppenwürfelmachenkrebs, Die Erde, Blumfeld, Die Goldenen Zitronen ou Huah! sont des styles différents. La Hamburger Schule se distingue principalement par les textes de langue allemande, qui se voient souvent attribuer un haut niveau intellectuel et qui sont largement liés à la critique sociale, à une attitude de gauche et au postmodernisme.

## Histoire
À la fin des années 1980, une scène musicale de langue allemande se forme à Hambourg, mais les groupes n'ont pas de contrat d'enregistrement, à l'exception de Die Antwort, et ne publient pas. Elle sort ses premiers disques au sein du label L'Âge d'or. Une autre influence importante est le label d'Alfred Hilsberg, What’s So Funny About, qui publient les premiers albums de Blumfeld, Die Erde, Cpt. Kirk &. et Mutter.
Bientôt, d'autres groupes germanophones d'autres régions du pays s'apparentent à la Hamburger Schule. Par exemple, le Hamburg-Ostwestfalen/Lippe-Verbindung s'articule à Bad Salzuflen autour du label Fast Weltweit. Frank Werner, Frank Spilker (Die Sterne), Michael Girke, Bernadette Hengst (Die Braut haut ins Auge) et Jochen Distelmeyer (Bienenjäger puis Blumfeld) comptent parmi les fondateurs. Le lien avec Hambourg est créé par Bernd Begemann, qui, également de Bad Salzuflen, est le premier à s’installer à Hambourg pour fonder le groupe Die Antwort. D'autres groupes de la première génération de la Hamburger Schule ne sont pas non plus originaires de Hambourg, tels que Die Regierung d'Essen, le groupe post-fun-punk Das neue Brot d'Emden, Mutter ou Nagorny Karabach de Münster.
Au milieu des années 1990, trois groupes en particulier connaissent un grand succès : Blumfeld, Die Sterne et Tocotronic. En raison du succès rencontré par la Hamburger Schule, de nombreux groupes de langue allemande ont une plus grande notoriété, leurs approches en matière de musique et de texte n'étant pas nécessairement comparables à celles de la Hamburger Schule. Cependant, avec l'établissement d'une scène indépendante nationale et germanophone, le terme « Hamburger Schule » perd progressivement son importance.
D'autres artistes sont assimilés à la Hamburger Schule : les Lassie Singers, Mutter, Kante, Rocko Schamoni, Nationalgalerie, Selig ou Die Moulinettes. Certains groupes de la Hamburger Schule peuvent s’implanter principalement en Suisse et en Autriche (principalement par la radio publique FM4) et influencent les groupes de ces pays comme Heinz aus Wien et Die Aeronauten.
À la fin des années 1990 apparaît une nouvelle vague de groupes allemands aux aspirations intellectuelles, qui ressemble déjà à certains de la Hamburger Schule, caractérisés par une plus grande homogénéité musicale (guitare pop avec des éléments punk) : Spillsbury, Kettcar, Klee, Erdmöbel, Kajak, Justin Balk, Virginia Jetzt!, Astra Kid, Anajo, Fotos, Matze Rossi, Superpunk, Tomte...
La Hamburger Schule a aussi une grande influence sur des groupes qui ont un succès populaire comme Wir sind Helden, groupe originaire de Hambourg.
En septembre 2002, Thees Uhlmann de Tomte, Marcus Wiebusch et Reimer Bustorff de Kettcar fondent le label Grand Hotel van Cleef à Hambourg, qui, à l'instar de L'Âge d'or, met en avant la scène régionale.

## Interprètes
Cette liste comprend des groupes de musique et des artistes solo de la Hamburger Schule. et de son environnement. Elle se concentre principalement sur la période allant de la fin des années 1980 au milieu des années 1990. Elle comprend également des groupes et des musiciens solos qui étaient déjà actifs avant la naissance du mouvement musical dans les années 1980 et qui sont considérés comme ses précurseurs (Kolossale Jugend ou Cpt. Kirk &.) et ses antécédents (Die Goldenen Zitronen).
Les interprètes du genre comprennent notamment : Blumfeld, Cpt. Kirk &., Die Braut haut ins Auge, Die Goldenen Zitronen, Die Regierung, Die Sterne, Egoexpress, Huah!, Kolossale Jugend, Ostzonensuppenwürfelmachenkrebs, Rocko Schamoni, Schorsch Kamerun, Stella, et Tocotronic.